# Тетраоксид диазота
Тетраоксид диазота (азотный тетраоксид, АТ, кодовое название «амил») — вещество с формулой N2O4, преобладающее в жидкости, полученной охлаждением диоксида азота ниже точки кипения. Это теоретически бесцветная, но на практике окрашенная в жёлто-коричневый цвет (обусловленный примесью мономерного диоксида азота) летучая ядовитая жидкость с едким запахом. При низких температурах цвет темно-синий. Температура кипения при атмосферном давлении +21,15 °C, кристаллизации — −11 °C. В кристаллическом виде при температурах ниже −12 °C бесцветен.

## Свойства[4]
В жидкой и газообразной фазах тетраоксид азота находится в равновесии с диоксидом азота:
{\displaystyle {\mathsf {N_{2}O_{4}\rightleftarrows 2NO_{2}+\Delta H}}}
при нагревании полностью диссоциирует до диоксида азота. Состав смеси зависит от температуры и давления. С увеличением температуры равновесие смещается в сторону диоксида азота, при этом сжиженный N2O4 окрашивается в бурый цвет, обусловленный окраской NO2. Практически полностью диссоциирует при 140 °C. При увеличении давления при постоянной температуре степень диссоциации N2O4 уменьшается.
Так, равновесная концентрация NO2 при температуре кристаллизации (−11.2 °C) в жидкой фазе составляет 0,01 %, при температуре кипения (21,15 °C) в жидкой фазе — 0,1 %, в парах — 15,9 %, при 135 °C — 99 %.
Чистый кристаллический N2O4 бесцветен, при загрязнении следами влаги окрашен в бледно-зелёный цвет, существует две аллотропных модификации — нестабильная моноклинная и стабильная кубическая.
Реагирует с водой с образованием смеси азотной и азотистой кислот:
{\displaystyle {\mathsf {N_{2}O_{4}+H_{2}O\rightarrow HNO_{2}+HNO_{3}}}}
Сильный окислитель, крайне токсичен и коррозивен. Смеси с органическими веществами взрывоопасны.

## Получение
{\displaystyle {\mathsf {2NO+O_{2}\rightarrow 2NO_{2}\uparrow }}}
Образовавшийся NO2 при t = −8 °C переходит в жидкое состояние с образованием N2O4.

## Применение

### Окислитель
В. П. Глушко в 1930 году предложил использовать N2O4 в качестве окислителя ракетного топлива.
С тех пор N2O4 широко применяется в ракетной технике в качестве высококипящего (некриогенного) окислителя ракетного горючего. По степени использования стоит на втором месте после жидкого кислорода.
В ракетных двигателях используется в паре с горючим на основе производных гидразина (метилгидразином, несимметричным диметилгидразином), в Вооружённых силах РФ именуется «амил».
На начальном этапе использовался в виде раствора в азотной кислоте из-за высокой температуры перехода в твёрдое состояние. В частности, он использовался на советских и российских РН «Космос», «Протон»; советских «Циклон» (в виде АК-27И); американских — семейства «Титан»; французских — семейства «Ариан»; в двигательных установках пилотируемых кораблей, спутников, орбитальных и межпланетных станций.
Тетраоксид азота в паре с алкилгидразинами образует самовоспламеняющуюся топливную пару с периодом задержки воспламенения около 0,003 с.

### Теплоноситель
Смесь 90 % N2O4 и 10 % моноокиси азота NO получила название нитрин и использовалась как теплоноситель при проектировании передвижной АЭС «Памир-630Д».
Генеральный конструктор «Памира» В. Б. Нестеренко предложил использовать не традиционные воду или расплавленный натрий, а N2O4 одновременно в качестве теплоносителя и рабочего тела. Это позволило реализовать замкнутый газожидкостный цикл, что давало реактору преимущества в эффективности и компактности.
N2O4 был предложен, так как у него высокая теплопроводность и теплоёмкость и низкая температура испарения.
При повышении температуры жидкий N2O4 переходит в газ и молекула N2O4 распадается сначала на две молекулы NO2:
{\displaystyle {\mathsf {N_{2}O_{4}\rightleftarrows 2NO_{2}+\Delta H}}}
Затем, при дальнейшем повышении температуры, происходит распад NO2 на NO и O2:
{\displaystyle {\mathsf {2NO_{2}\rightleftarrows 2NO+O_{2}}}}
Объём газа или его давление резко возрастают.
При охлаждении происходит обратный процесс.

## Хранение
N2O4 хранят в резервуарах из легированной стали или алюминия объёмом до 100 м³. Резервуары оборудуют сливно-наливными трубами, предохранительными клапанами, манометрами и уровнемерами. Поскольку интервал жидкого состояния при атмосферном давлении очень узок (262…294,3 К), резервуары размещают в заглублённых помещениях, где поддерживается температура 268…288 К.
В резервуарах поддерживается избыточное давление в 0,15—0,22 МПа для исключения попадания в окислитель из атмосферы влаги и загрязняющих веществ и для сокращения времени насыщения газами при заправке ампулизированных ракет. Заправленные ракеты также находятся под некоторым избыточным давлением, что исключает кавитацию в турбо-насосном агрегате (ТНА) при работе двигательной установки.

## Транспортирование N2O4
Тетраоксид азота транспортируют в специальных цистернах, имеющих изоляцию и систему трубопроводов, в которую в зависимости от температуры окружающего воздуха подают либо тёплую воду, либо охлаждающий раствор.
Транспортируется тетраоксид азота под избыточным давлением 0,1…0,15 МПа. Железнодорожные ЖАЦ-44, ЖКЦ-39 и автомобильные цистерны оборудуют сливно-наливными трубами, предохранительными клапанами, манометрами и уровнемерами. Железнодорожные цистерны имеют вместимость около 40 м³, автоцистерны — 30…60 м³. ОАО РЖД перевозит его в цистернах ЖАЦ-44.